# Twisted Colossus
Pour les articles homonymes, voir Colossus (homonymie).
Twisted Colossus (anciennement Colossus) est un parcours de montagnes russes du parc Six Flags Magic Mountain, localisé à Valencia près de Santa Clarita en Californie, dans la banlieue nord de Los Angeles, aux États-Unis.
À son ouverture le 29 juin 1978, Colossus était le plus haut et le plus rapide parcours de montagnes russes en bois au monde avec deux chutes de plus de 30 mètres. L'attraction ferme le 16 août 2014, après 36 ans de fonctionnement pour être transformé et devenir un parcours de montagnes russes hybride nommé Twisted Colossus. Rénové par la société Rocky Mountain Construction, l'attraction a rouvert ses portes le 23 mai 2015 avec de nouvelles inversions et une chute proche de la verticale.

## Histoire

### Création
Pour sa saison 1978, le parc Magic Mountain désire construire un parcours de montagnes russes en bois. Ils font appel à la société International Amusement Devices (IAD) basée dans l'Ohio qui commence à dessiner Colossus en janvier 1977. IAD fait de son côté appel des sous-traitants dont Bernard Brothers Construction pour la construction de l'attraction, Continental Consultants pour tous les systèmes mécaniques et Lorenz & Williams pour l'ingénierie structurelle et les systèmes électroniques,. Un membre de l'équipe design fait un voyage jusqu'à Mexico pour étudier Montaña Rusa, à La Feria Chapultepec Mágico, qui sont à l'époque les plus grandes montagnes russes en bois du monde,.
Le design est finalisé en mai 1977 et la construction commence quelques mois plus tard en août. Pendant la construction, une tornade détruit une partie de la structure mais la construction reprend et le circuit est finalisé. Pour un coût total de 7 millions de dollars, Colossus ouvre au public le 29 juin 1978.

### Accident
Le 8 septembre 2014, un incendie est survenu sur la partie haute du lift vers 13h30 (GMT -8). D'origine accidentelle, l'incendie s'est déclaré à la suite du démontage des rails qui avait commencé quelques jours plus tôt. En effet, le parc a annoncé la fermeture de l'attraction le 16 août 2014 pour lui faire subir d'importantes modifications, dans le but de la rouvrir en 2015 sous le nom Twisted Colossus. L'incendie a été maîtrisé et personne n'a été blessé,.

### Rénovation
En 2014, Six Flags Magic Mountain annonce la fermeture de Colossus le 16 août 2014. Le 4 août 2014, le parc créé un événement spécial pour permettre aux visiteurs de profiter une dernière fois de l'attraction avant sa fermeture.
Moins de deux semaines après la fermeture de Colossus, Six Flags annonce que l'attraction ne serait pas détruite, mais profondément modifiée pour devenir un parcours de montagnes russes hybrides nommé Twisted Colossus. C'est l'entreprise Rocky Mountain Construction qui a été chargée de cette rénovation. La société a travaillé sur ce projet en y ajoutant leur technologie I-Box brevetée qui conserve la structure en bois d'origine et la modifie pour y ajouter un parcours en acier et des inversions. La modernisation hybride devient une tendance populaire dans les parcs d'attractions à travers le monde qui cherchent à prolonger la durée de vie de leurs montagnes russes en bois vieillissantes tout en permettant d'ajouter de nouvelles sensations aux parcours.
Twisted Colossus a rouvert ses portes au public le 23 mai 2015.

## Le circuit

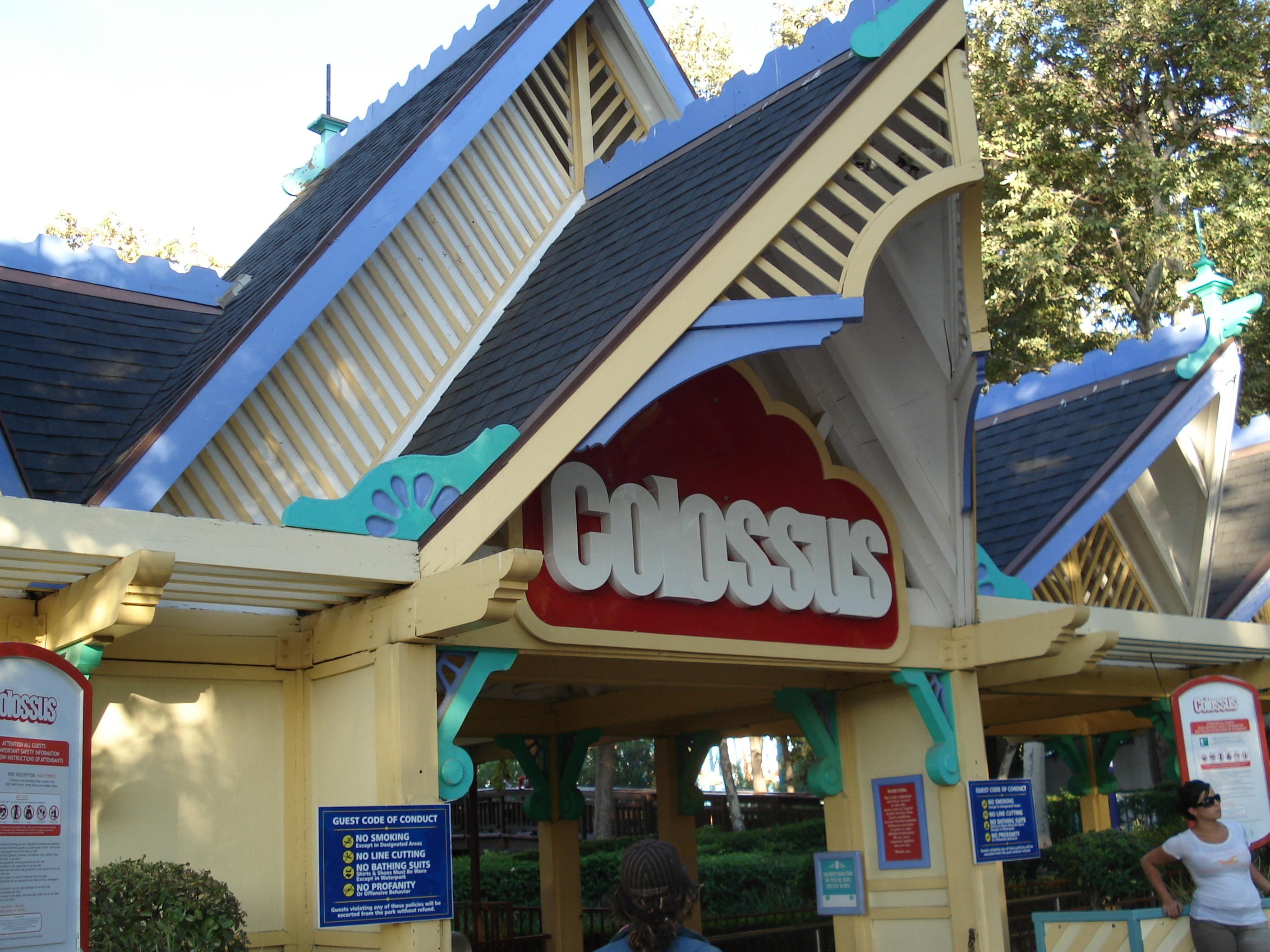
Entrée de l'attraction.
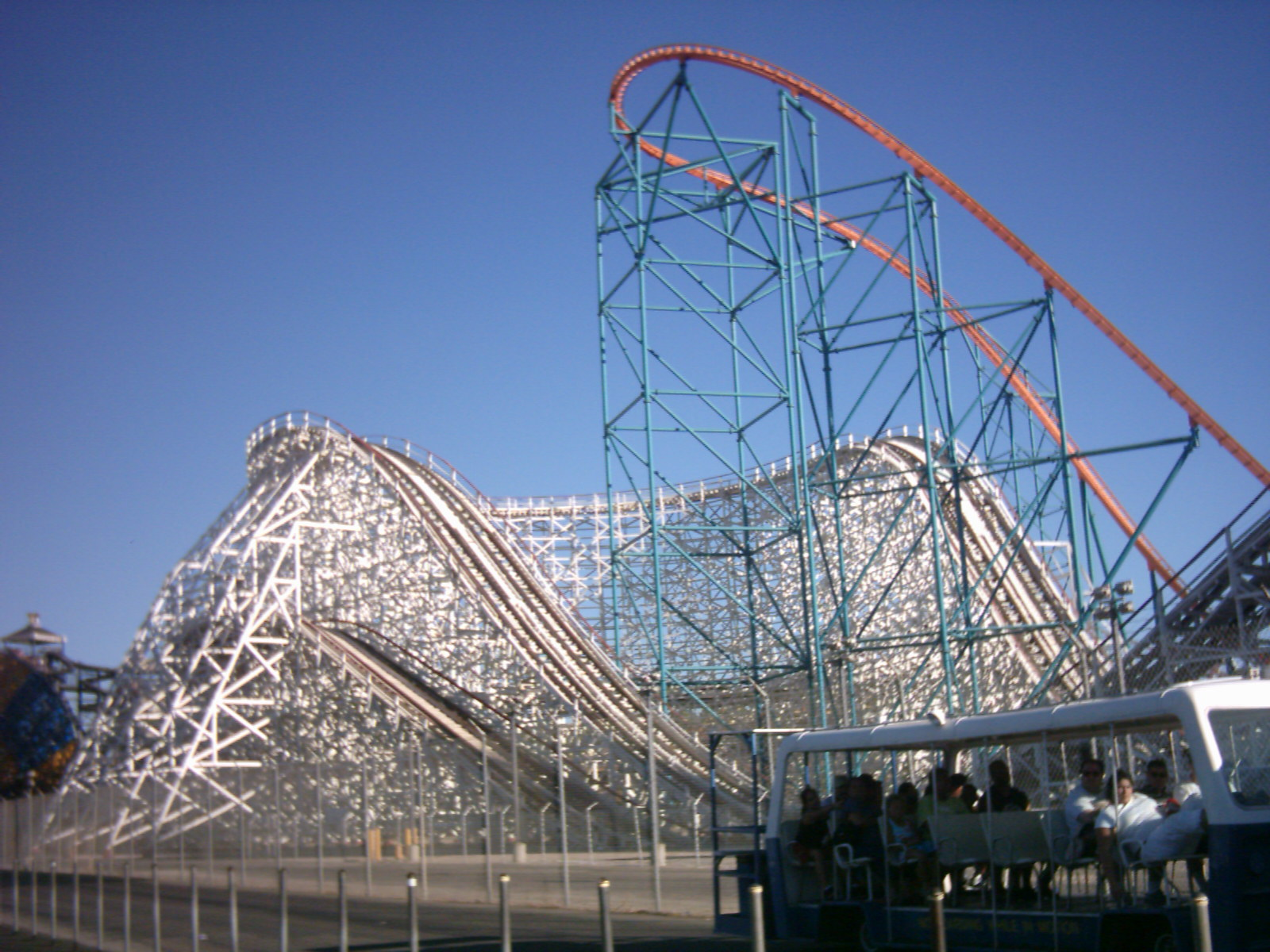
Colossus et Goliath en 2004.
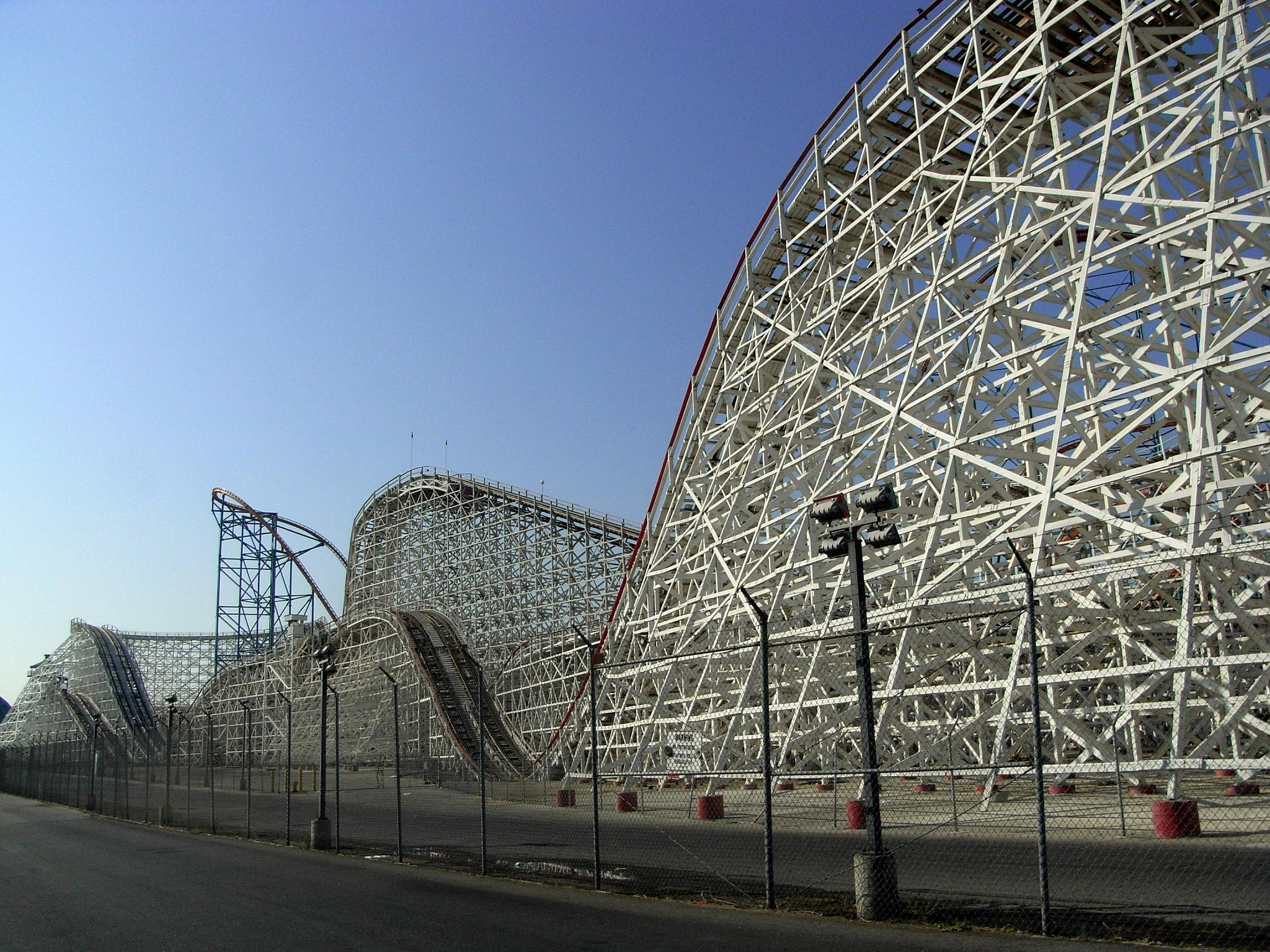
Colossus en 2008.
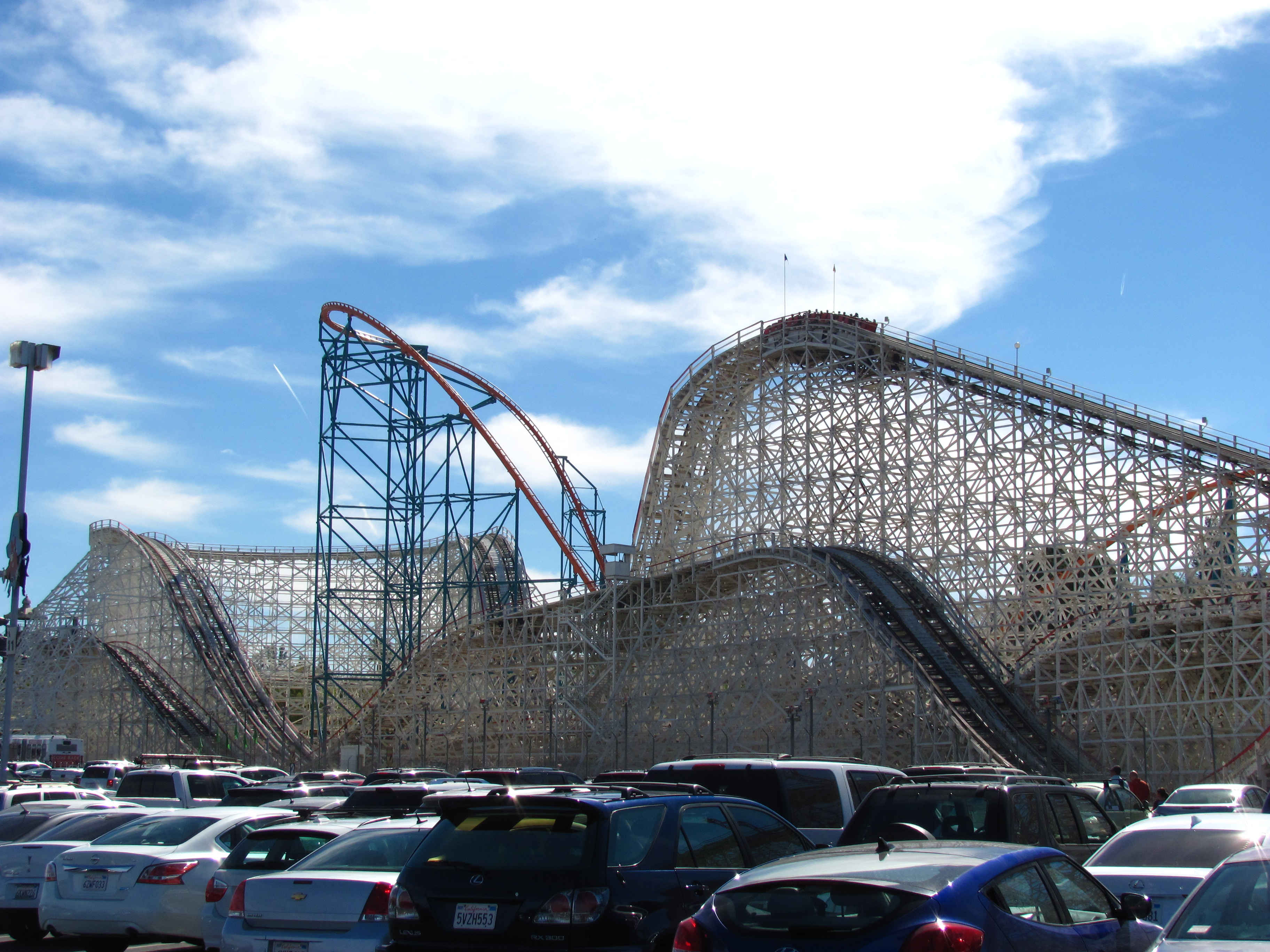
Colossus en 2014.

## Statistiques
- Capacité : 2 600 personnes par heure, du fait qu'il y ait deux voies.
- Trains : six trains avec six wagons par train. Les passagers sont placés par deux sur deux rangées pour un total de 24 passagers par train. Trains construits par Morgan.

## Comparatif des caractéristiques
Le tableau ci-dessous présente les différences majeures entre Colossus et Twisted Colossus. À l'exception de la capacité, les statistiques de Colossus représente une seule voie sur les deux.
| Statistic          | Colossus                        | Twisted Colossus            |
| ------------------ | ------------------------------- | --------------------------- |
| Années             | 1978 - 2014                     | Depuis 2015                 |
| Constructeur       | International Amusement Devices | Rocky Mountain Construction |
| Designer           | Lorenz & Williams               | Alan Schilke                |
| Type               | Bois                            | Métal/Hybride               |
| Tracé de la voie   | Duel                            | Anneau de Möbius            |
| Hauteur            | 38 m                            | 37 m                        |
| Chute              | 35 m                            | 35 m                        |
| Longueur           | 1 318 m                         | 1 520 m                     |
| Vitesse            | 100 km/h                        | 92 km/h                     |
| Angle vertical max | NC                              | 80°                         |
| G-force            | 3.2                             | NC                          |
| Capacité           | 2 600 personnes par heure       | NC                          |
| Durée              | 2:30                            | 3:40                        |
| Inversions         | 0                               | 2                           |
| Trains             | D. H. Morgan Manufacturing      | Rocky Mountain Construction |